# 八代市立泉第七小学校

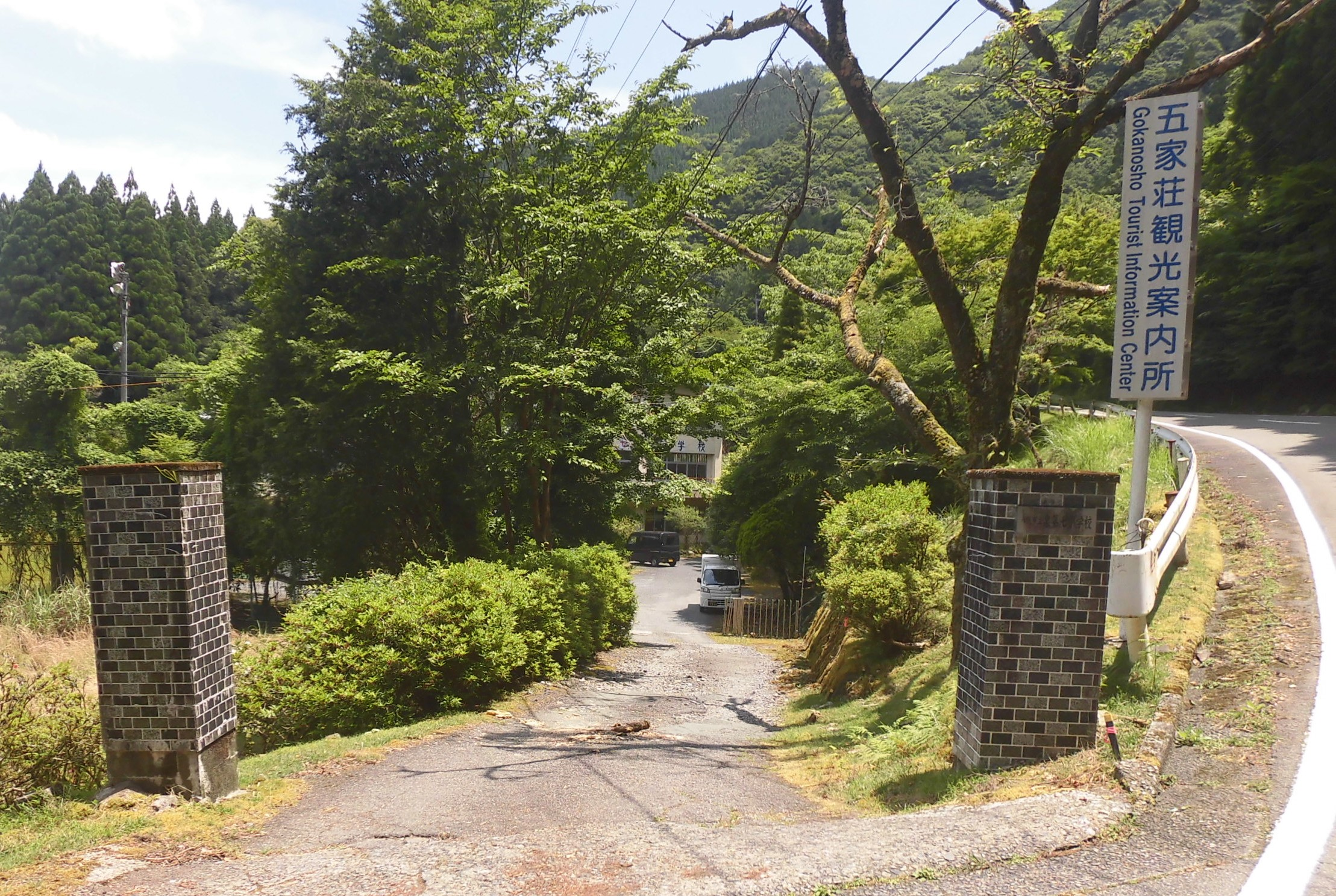
正門

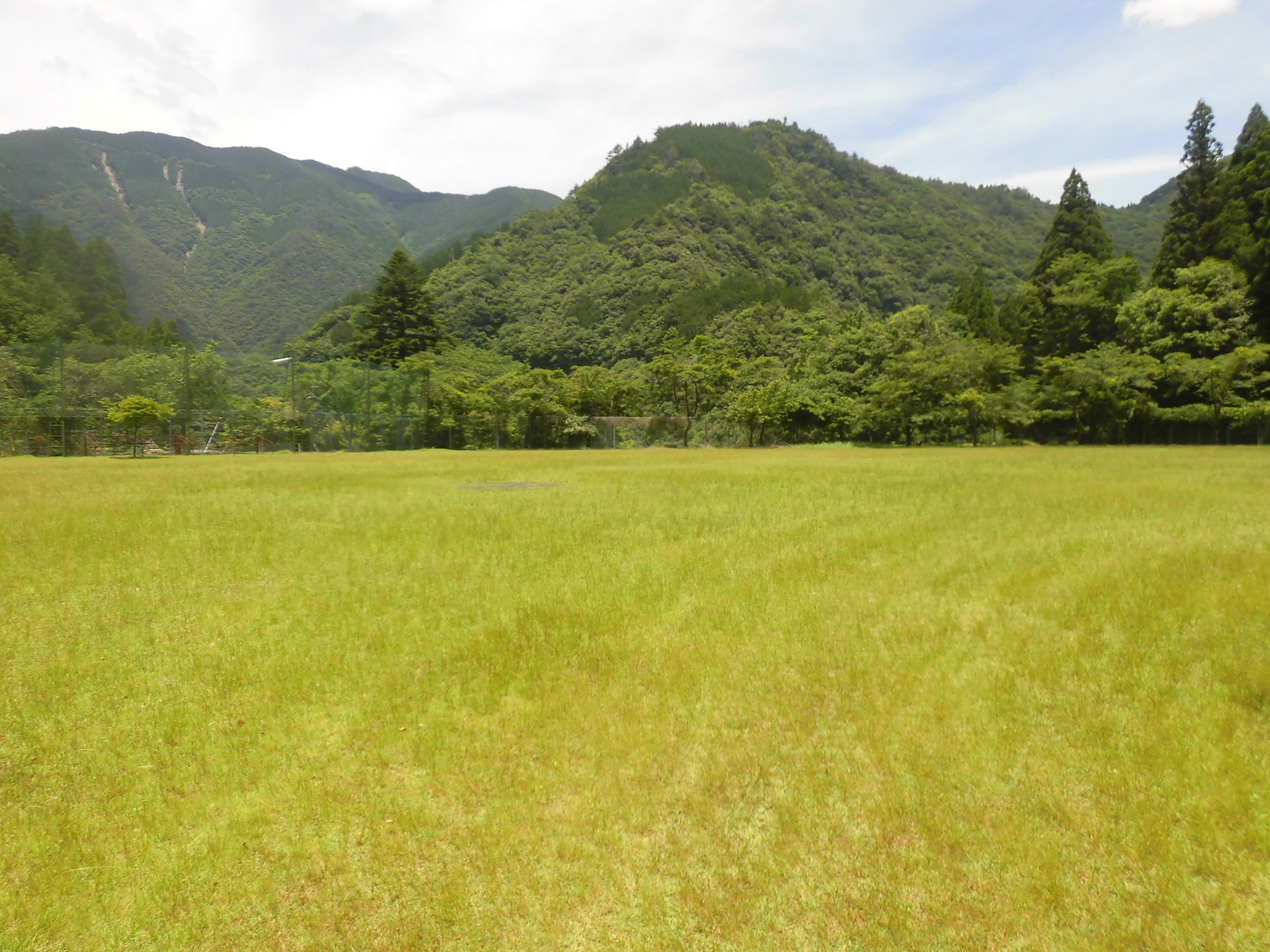
運動場

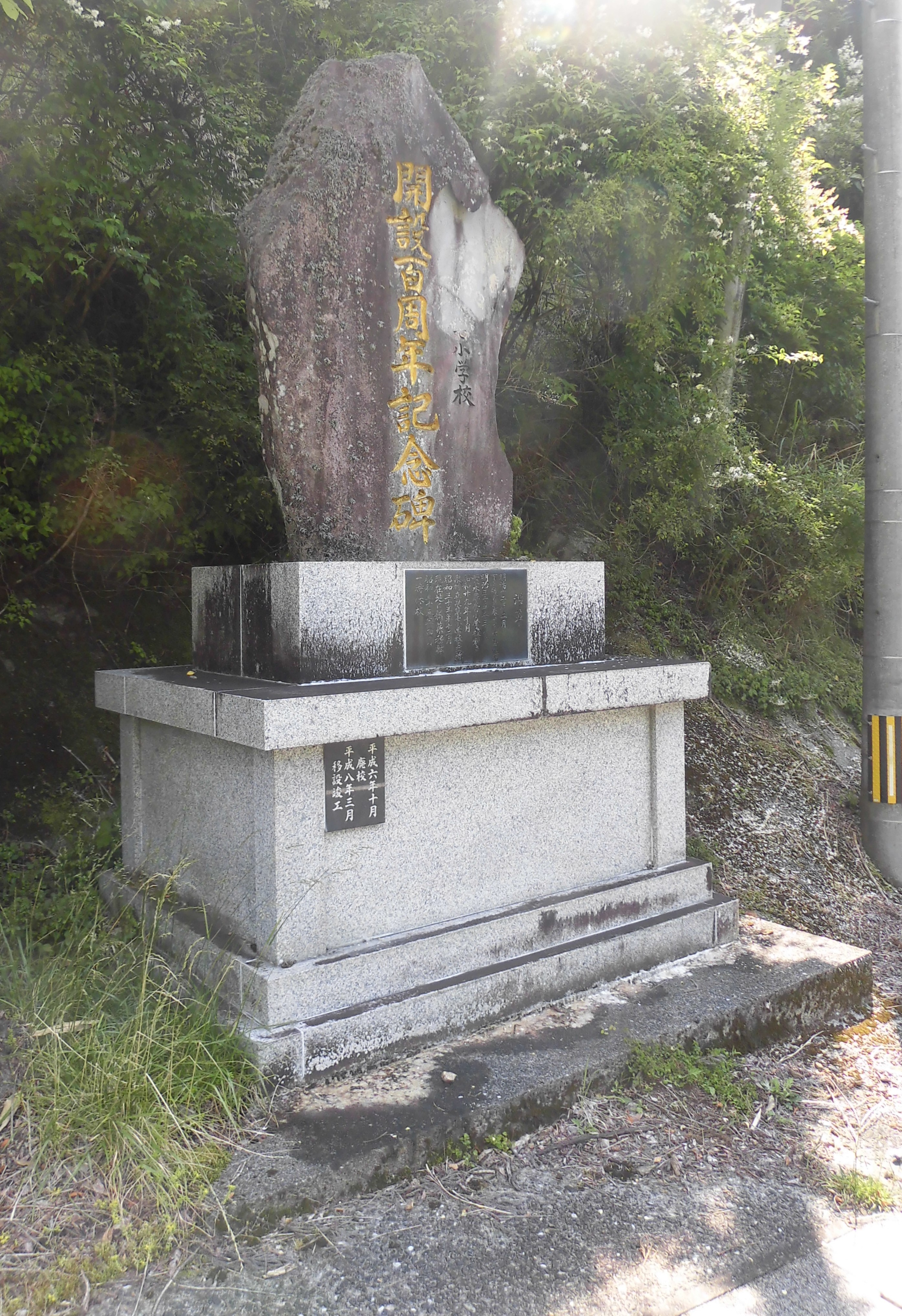
創立100周年記念碑・葉木分校閉校記念碑

八代市立泉第七小学校（やつしろしりつ いずみだいななしょうがっこう）は、かつて熊本県八代市泉町椎原にあった公立の小学校。
2008年（平成20年）3月末をもって休校となる。2011年（平成23年）3月末をもって閉校し、八代市立泉第八小学校に統合された。

## 概要
歴史
1879年（明治12年）創立。2011年（平成23年）3月末をもって閉校し、132年の歴史に幕を下ろした。
校章・校歌
通学区域
八代市のうち「泉町椎原、泉町葉木」。中学校区は八代市立泉中学校。

## 沿革
- 1879年（明治12年）- 葉木村・樅木村の人々が下屋敷の民家で授業を開始。
- 1902年（明治35年） - 「葉木尋常小学校」となる（葉木の読みは「はき」）。樅木分教場を設置。
- 1921年（大正10年）- 葉木村字水無86番地に校舎が完成。
- 1941年（昭和16年）4月1日 - 国民学校令施行により、「葉木村葉木国民学校」と改称。尋常科を初等科に改める。
- 1947年（昭和22年）
  - 4月1日 - 学制改革（六・三制の実施）により、「葉木村立葉木小学校」に改組・改称。
  - 11月13日 - 樅木分校が分離の上、樅木村立樅木小学校として独立。
- 1954年（昭和29年）10月1日 - 合併により、「泉村」が発足。これに伴い、「泉村立泉第七小学校」と改称。
- 1958年（昭和33年）- 葉木80-23に移転。
- 1979年（昭和54年）- 学校開設100周年記念式典を挙行。
- 1980年（昭和55年）- 最終所在地（泉第六小学校椎原分校 校地）に移転。泉第七小学校の旧校舎・校地を「葉木分校」とし、休校とする。
- 1989年（平成元年）3月31日 - 一時休校となる。
- 1990年（平成2年）4月1日 - 再開。
- 1994年（平成6年）10月 - 葉木分校を廃止。
- 1996年（平成8年）3月 - 旧・葉木分校校地にあった学校開設100周年記念碑を国道445号線沿いに移設。
- 2005年（平成17年）8月1日 - 八代市との合併により、「八代市立泉第七小学校」（最終名）と改称。
- 2008年（平成20年）3月31日 - 再び休校となる。
- 2011年（平成23年）3月31日 - 八代市立泉第八小学校への統合により、休校のまま閉校となる。
  - 閉校後は、「五家荘地域振興センター（五家荘観光案内所）」として利用されている。

## 交通アクセス
最寄りの幹線道路
- 国道445号

## 周辺
- 五家荘郵便局
- 熊本南部森林管理署 五家荘森林事務所
- 氷川
- 五家荘発電所